# Kento Nagayama
Kento Nagayama (jap. 永山絢斗 Nagayama Kento; ur. 7 marca 1989) – japoński aktor filmowy i telewizyjny.

## Filmografia

### Film
- 2009: Tsumi toka batsu toka jako Haruki Onda
- 2010: Akunin
- 2010: Softboy jako Onitsuka
- 2010: Solanin jako Ohashi
- 2011: Hard Romantic-er jako Tatsu
- 2012: Fugainai boku wa sora o mita jako Takumi Saitō
- 2013: Mina-san, sayōnara jako Noriaki Sonoda
- 2013: Słomiana tarcza jako Masataka Kanbashi
- 2014: Crows Explode jako Hajime Fujiwara
- 2014: Clover jako Haruki Hino
- 2016: Jūyūshi jako Nezu Jinpachi

### Seriale
- 2008: Koizora jako Tatsuya Katō (TBS)
- 2009: Atashinchi no danshi jako Heiji Majima (Fuji TV)
- 2010: Natsu no koi wa nijiiro ni kagayaku jako Joe Irabu (Fuji TV)
- 2011: Ranma ½ jako Tatewaki Kuno (NTV)
- 2011: Ohisama jako Shigeki Sudo (NHK)
- 2012: Ren'ai Neet ~Wasureta koi hajimekata~ (TBS)

## Nagrody i nominacje
Został nominowany do Nagrody Japońskiej Akademii Filmowej w kategorii „najlepszy nowy aktor” za rolę w filmie Softboy.